# Maximinus Thrax

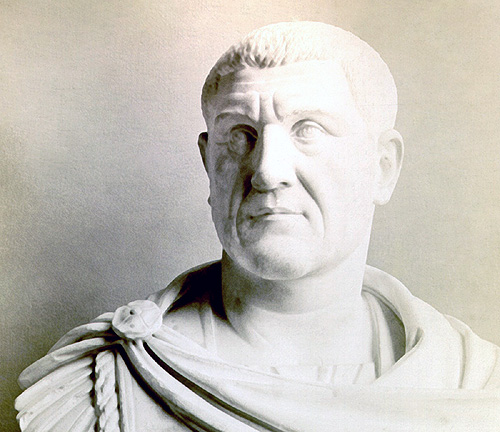
Maximinus Thrax

Gaius Iulius Verus Maximinus oder Maximinus I. (* 172 oder 173 bzw. bis zu zehn Jahre später in Thrakien (?); † April 238 in Aquileia) war römischer Kaiser von 235 bis 238. Er gilt traditionell als der erste „Soldatenkaiser“. Mit seiner Regierungszeit soll die Reichskrise des 3. Jahrhunderts begonnen haben.

## Leben

### Persönliches

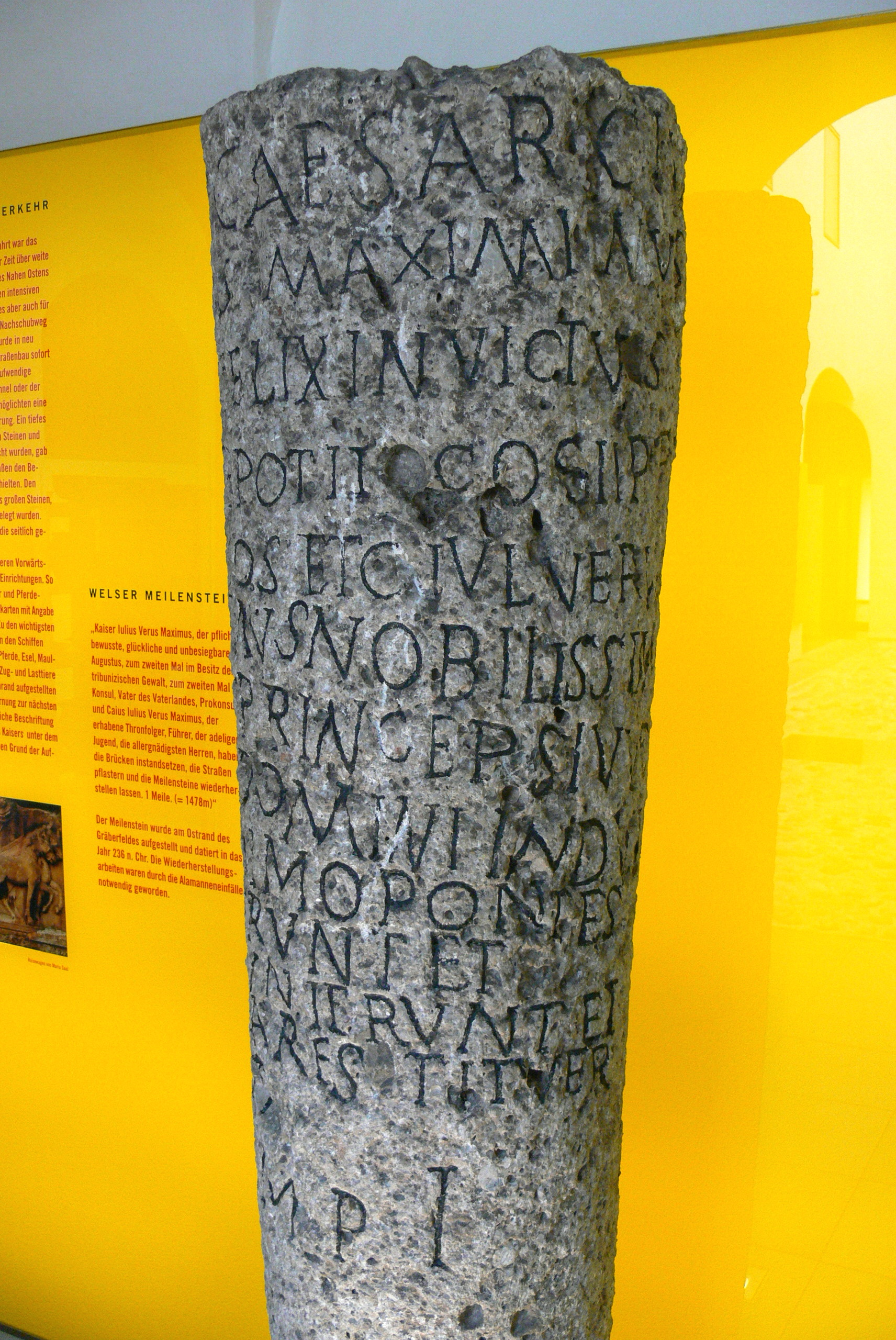
Meilenstein, aufgestellt 236 n. Chr. in Ovilava (Wels) auf Befehl des römischen Kaisers Maximinus Thrax und seines Sohnes Gaius Julius Verus Maximus

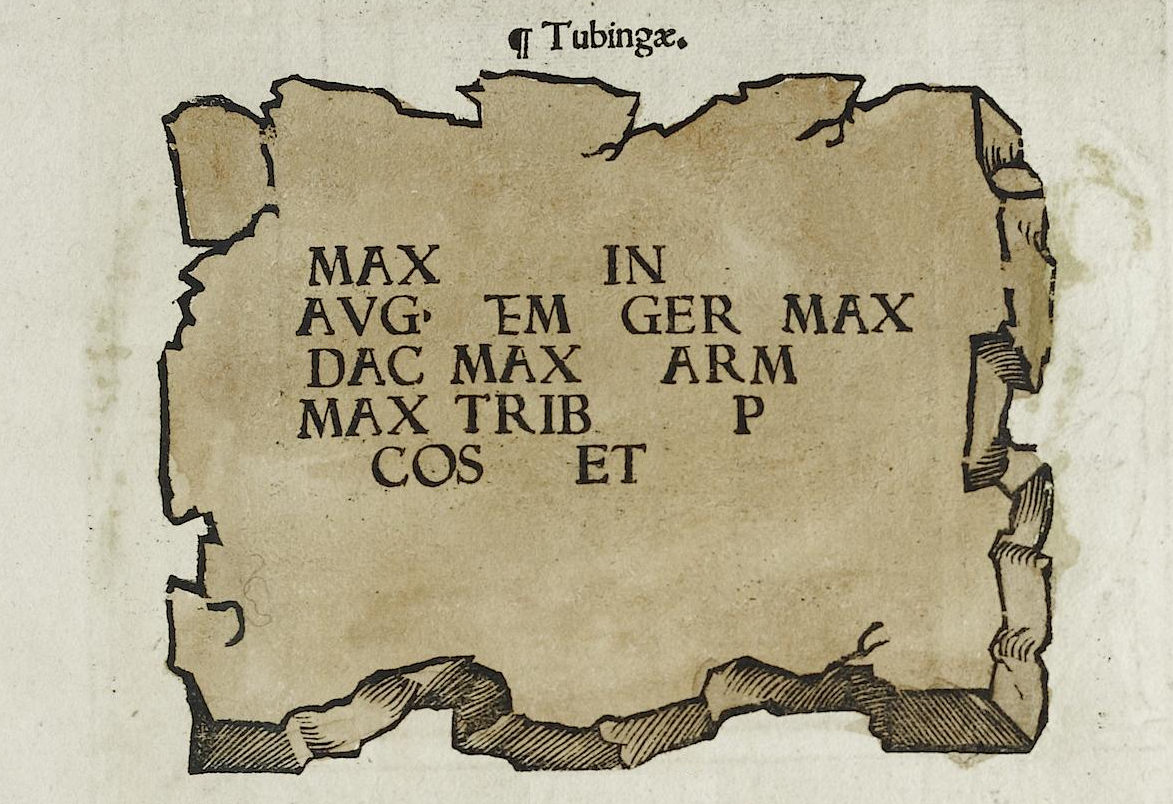
Inschrift aus Tübingen mit dem Namen Maximinus Thrax, gezeichnet 1534 von Petrus Apianus

Im Gegensatz zu den meisten römischen Kaisern vor ihm kam Maximinus, wenn man den problematischen Quellen glauben darf, aus recht einfachen Verhältnissen und gehörte nicht der Nobilität an. Seine oft zitierte Herkunft aus Thrakien wird nicht von allen Historikern für gesichert gehalten. So sah der Althistoriker Willem den Boer (1914–1993) in der oftmals unreflektiert übernommenen Herkunftsbezeichnung Thrax (für Thraker) eine „verallgemeinernde Oberflächlichkeit der Forschung“, da der Beiname nicht durch zeitgenössische Quellen belegt ist und erst um 400 bezeugt ist. Der Althistoriker Franz Altheim (1898–1976) wiederum war sich sicher, aufgrund regionaler Inschriftenkonzentrationen davon ausgehen zu können, dass der Kaiser in Niedermösien geboren worden sei.
Maximinus war angeblich wenig gebildet. Es wird sogar berichtet, dass er nicht einmal richtig Latein sprechen konnte, doch dürfte dies eine Verleumdung sein: Da er zum Zeitpunkt seiner Kaisererhebung zwar ein römischer Ritter (eques) war, aber kein Senator, wurde er von der senatsfreundlichen Überlieferung wohl bewusst als Bauerntölpel diffamiert. Bisweilen wurde sogar (unter Bezug auf die sehr fragwürdigen Angaben der Historia Augusta) behauptet, er stamme direkt von Barbaren ab und sei der Sohn eines Goten namens Micca und einer Alanin namens Ababa gewesen, was sicher nicht stimmt. Sein Name deutet vielmehr darauf hin, dass er aus einer Familie stammte, die bereits vor der Constitutio Antoniniana (212), mit der alle freien Reichsbewohner römische Bürger wurden, das römische Bürgerrecht besaß: Das Cognomen Verus lässt eine Bürgerrechtsverleihung unter dem Kaiser Lucius Verus (um 165) plausibel erscheinen, die wohl Maximinus’ Vater oder Großvater zugutekam. Sicheres lässt sich in dieser Hinsicht allerdings nicht sagen. Bemerkenswert scheint die Körpergröße des Kaisers gewesen zu sein; sie wird in der Historia Augusta mit 2,60 m angegeben, was aber sicherlich stark übertrieben ist.
Wie viele Bewohner der römischen Balkanprovinzen trat er früh – wohl unter Septimius Severus – in die Armee ein, in der er der Historia Augusta zufolge wegen seiner körperlichen Stärke und seines militärischen Geschicks rasch bekannt wurde. Da die Angaben im Geschichtswerk Herodians wenig konkret und jene in der Historia Augusta weitgehend fiktiv sind, lässt sich Maximinus’ Laufbahn vor 235 nur bruchstückhaft rekonstruieren. Der in einer Inschrift als stellvertretender Statthalter (praeses pro legato) der Provinz Mauretania erwähnte Gaius Iulius Maximinus wird von mehreren Forschern mit dem späteren Kaiser identifiziert. Trifft dies zu, so bekleidete Maximinus wichtige Posten auch in der Verwaltung und war sicherlich nicht ungebildet.
Seine Frau hieß Caecilia Paulina; sie stammte offenbar aus der Nobilität, was Verbindungen in die Oberschicht voraussetzt und ein weiteres Indiz dafür ist, dass Maximinus’ Darstellung als ungebildeter Rohling ein Produkt der ihm feindlich gesinnten Überlieferung ist und nicht der Wirklichkeit entspricht. Paulina starb bereits vor oder unmittelbar nach der Machtübernahme ihres Mannes. Maximinus ließ ab 236 zu ihren Ehren Münzen prägen; zu diesem Zeitpunkt war sie bereits tot. Ihr gemeinsamer Sohn hieß Gaius Iulius Verus Maximus.

### Ausrufung zum Kaiser
Maximinus spielte vermutlich eine führende Rolle beim Perserfeldzug des Severus Alexander und wurde einigen Quellen zufolge im Jahr 233 zum Statthalter bzw. Kommandeur der Provinz Mesopotamia ernannt. Trifft diese (unsichere) Angabe zu, könnte Maximinus dort der erste dux ripae gewesen sein. Fest steht, dass er 235 während der Vorbereitungen des Kaisers Severus für den Krieg in der Germania magna die Ausbildung der neu ausgehobenen Truppen leitete (vermutlich als praefectus tironibus), wobei er sich Ansehen unter den Soldaten erwarb. Im März 235 wurde er von den unzufriedenen Rheinlegionen bei Mogontiacum (Mainz) zum Kaiser ausgerufen, anschließend wurde Severus Alexander ermordet. Maximinus war zwar mittlerweile ein römischer Ritter, gehörte aber höchstwahrscheinlich nicht dem Senat an (ungeachtet einiger widersprüchlicher Angaben in der Historia Augusta), was ihn in den Augen vieler Senatoren vermutlich zu einem unwürdigen Kandidaten für die Kaiserwürde machte. Allerdings wurde er, nachdem die Nachricht von seiner Kaisererhebung in Rom eingetroffen war, in Abwesenheit sogleich in zwei wichtige Priesterkollegien aufgenommen und vom Senat offiziell als princeps anerkannt und mit den entsprechenden Vollmachten versehen.
Gleich zu Beginn seiner Amtszeit konnte er angeblich zwei Verschwörungen aufdecken. Sehr umstritten bleibt, ob seine Beziehungen zum Senat von Anfang an so zerrüttet waren, wie es Herodian behauptet. Eher ist anzunehmen, dass er unter den Senatoren sowohl Freunde als auch Feinde hatte. Maximinus führte 235/36 erfolgreich Krieg in Germanien und erhielt nach einem Sieg in einer großen „Schlacht im Moor“ (proelium in palude) den Ehrentitel Germanicus Maximus („größter Germanenbesieger“). Auf seinen Sieg über die Germanen nehmen auf Münzrückseiten Bezug (VICTORIA GERM).

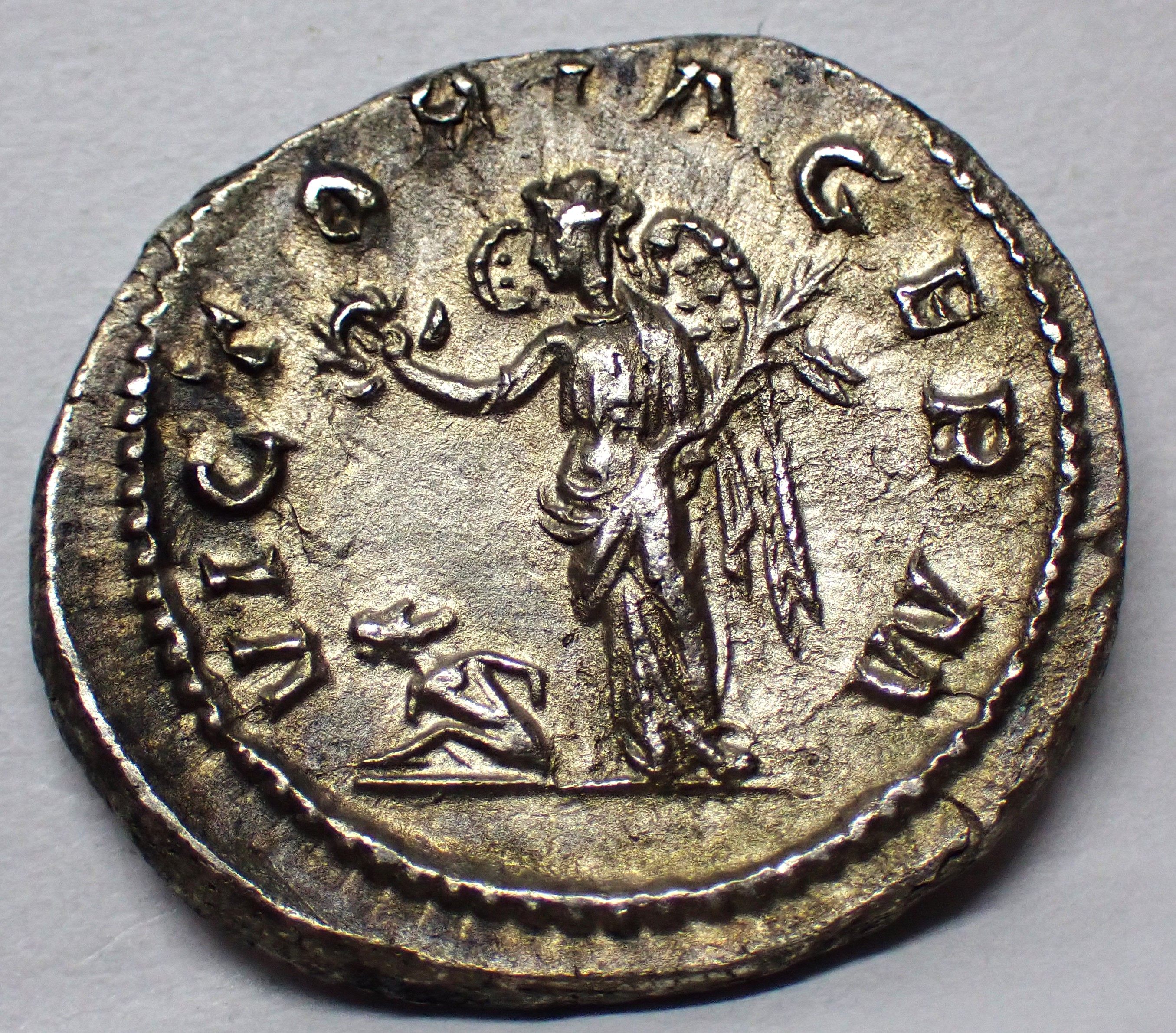
Denarrevers des Maximinus mit VICTORIA GERM, Kampmann 65.13

In der älteren Forschung wurden diese Kämpfe im Gebiet des heutigen Württemberg verortet, neuere archäologische Funde lassen dagegen das südliche Niedersachsen als wahrscheinlichen Schlachtort vermuten. Details zur Marschroute dieser Feldzüge sind nicht überliefert. Verschiedene Funde aus einem im Sommer 2008 bei Kalefeld im Harzvorland entdeckten Schlachtfeld aus dem frühen 3. Jahrhundert legen aber eine Verbindung mit dem Germanienkrieg des Kaisers nahe (→ Harzhornereignis). Bildliche Darstellungen seiner Siege ließ der Kaiser gemeinsam mit der Beute auf dem Forum Romanum ausstellen. Rückschläge scheinen die römischen Truppen hingegen im Osten erlitten zu haben, wo die neupersischen Sassaniden während der Herrschaft des Kaisers einige bedeutende Städte in Nordmesopotamien einnehmen konnten. Wohl 236 ernannte Maximinus seinen Sohn Maximus zum Caesar, also zum Mitkaiser und präsumtiven Nachfolger, und machte damit deutlich, dass er eine neue Dynastie begründen wollte.

### Christenverfolgung
Maximinus soll gleich nach seinem Regierungsantritt eine Verfolgung der kirchlichen Führung initiiert haben. Ob er tatsächlich christlichen Gemeindevorstehern und Klerikern die Todesstrafe per Edikt androhte, wie es Eusebius von Cäsarea behauptet, ist fraglich. Auf jeden Fall ist belegt, dass der römische Bischof Pontianus und der Gegenbischof Hippolyt nach Sardinien in die Verbannung („deportatio in insulam“) geschickt wurden, wo sich die beiden Rivalen versöhnten und vom Episkopat zurücktraten. Eine Verurteilung zur Zwangsarbeit im Bergwerk („damnatio ad metalla“) ist aber aufgrund der gesellschaftlich vornehmen Stellung der beiden Kirchenvorsteher zweifelhaft. Die Störung des öffentlichen Friedens durch Parteigänger der beiden Kontrahenten könnte der Grund für ihre Verbannung gewesen sein.

### Streit mit dem Senat

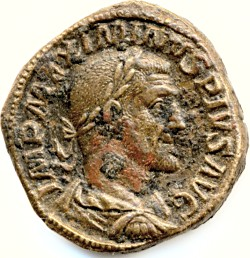
Ein Sesterz des Maximinus Thrax

Obwohl er im Senat immer auch Parteigänger besaß und seine Donaufeldzüge gegen den sarmatischen Stamm der Jazygen und gegen die Daker ebenfalls erfolgreich waren, war er offenbar bei vielen Senatoren unbeliebt. Insgesamt scheint er sich bei der Ausübung der Regierungsgeschäfte weniger als sein Vorgänger auf Senatoren gestützt zu haben. Für den sich formierenden Widerstand im Senat werden verschiedene Gründe angenommen: Viele nobiles hielten seine Herkunft für nicht standesgemäß; und seine Feldzüge waren so kostspielig, dass er angeblich sogar Geld aus der Armenkasse und der Getreideversorgung Roms nehmen musste. Zudem verweigerte er dem Senat in Rom wohl die gewohnten Mitspracherechte und stützte seine Herrschaft weitgehend auf die Rhein- und Donaulegionen. Auch besuchte Maximinus während seiner Amtszeit niemals die Hauptstadt Rom, was man dort wohl als Zeichen mangelnden Respekts interpretierte. Nach Berichten, die von Eusebius von Caesarea (HE VI,28) überliefert wurden, soll er auch gegen das Christentum vorgegangen sein, was im Konflikt mit dem paganen Senat aber sicher keine Rolle spielte und erst in späterer Zeit als negatives Merkmal in der Kaiserbiographie erschien. Ausgesprochen unbeliebt war die Finanz- und Steuerpolitik des Kaisers. Obwohl er neben den Militärausgaben auch den Ausbau des Straßennetzes vorantrieb, stieß der kostspielige Versuch des Herrschers, die außenpolitischen Probleme Roms durch aufwändige Feldzüge an Rhein und Donau zu beheben, auf allgemeines Unverständnis, das besonders im Süden und Osten des Reiches virulent war, wo man nur den erhöhten Steuerdruck, aber nicht die Erfolge wahrnahm. Maximinus verstand es offenbar nicht, effizient für seine Politik zu werben.
Aus einem lokalen Zwischenfall heraus entwickelte sich schließlich eine reichsweite Erhebung gegen den Kaiser: Im Sechskaiserjahr 238 wurde in der Provinz Africa nach Ermordung eines kaiserlichen Prokurators durch die dortigen Großpächter der etwa 80-jährige Prokonsul von Africa, Gordianus, als Gordian I. zum Kaiser ausgerufen. Sein militärisch offenbar unerfahrener Sohn Gordian II. wurde Mitkaiser. Die Rebellen schickten Abgesandte nach Rom, die den Stadtpräfekten und den Prätorianerpräfekten ermordeten und die Senatsmehrheit überreden konnten, die beiden Gordiane als Kaiser anzuerkennen. Maximinus wurde gleichzeitig vom Senat zum Staatsfeind (hostis) erklärt.

### Tod
Nur 20 Tage nach der Ausrufung der Gegenkaiser konnte der Maximinus gegenüber loyal verbliebene Statthalter der Nachbarprovinz Numidien, Capelianus, Gordian II. vernichtend schlagen. Gordian I. nahm sich das Leben, als er vom Tod seines Sohnes erfuhr. Aus Furcht vor Maximinus’ Rache ernannte der Senat in Rom nun Pupienus und Balbinus zu neuen, gleichberechtigten Kaisern, die den Widerstand gegen Maximinus organisieren sollten. Die plebs von Rom erzwang außerdem die Wahl Gordians III., eines Enkels Gordians I., zum Caesar. Maximinus zog gegen Italien, wurde aber wahrscheinlich im April während der Belagerung von Aquileia auf dem Marsch nach Rom von seinen eigenen Truppen – genauer: von Soldaten der legio II Parthica – ermordet. Sein Sohn starb mit ihm, und ihre Köpfe wurden nach Rom geschickt. Der Kopf des Kaisers wurde dort auf einer Lanze durch die Stadt getragen.

## Rezeption
Das Bild des Maximinus wurde von der Überlieferung in düsteren Farben gemalt; inwiefern diese Sicht gerechtfertigt ist, bleibt unklar. Die traditionelle, bereits auf antike Autoren wie Aurelius Victor zurückgehende Auffassung, wonach die Herrschaft des Maximinus einen tiefen Einschnitt in der Geschichte des Prinzipats markiert, ist in den letzten Jahren wiederholt in Frage gestellt worden. Unstrittig ist, dass sich in seiner Regierungszeit zwischen 235 und 238 strukturell wenig im Imperium Romanum änderte. Nach wie vor offen ist die Frage, ob Maximinus als erster Soldatenkaiser betrachtet werden soll oder nur als ein Vorläufer. Die meisten bis 268 auf ihn folgenden Kaiser gehörten mit Ausnahme von Philippus Arabs wieder dem Senatorenstand an.